# هفتادر
هفتادر، روستایی از توابع بخش عقدا شهرستان اردکان در استان یزد ایران است.بسیاری از مردمان این روستا در زمان قدیم به دلیل خشکسالی های پیاپی به شهرستانهاي ديگر از جمله تهران و قم و ورزنه اصفهان مهاجرت کرده و در آنجا سکنی گزیده اند به طوریکه در شهرستان ورزنه محله ای بزرگ بنام هفتادریها وجود دارد.

## جمعیت
این روستا در دهستان عقدا قرار دارد و براساس سرشماری مرکز آمار ایران در سال ۱۳۸۵، جمعیت آن ۵۴۱ نفر (۱۶۰خانوار) بوده‌است.